# Coppa di Bielorussia di pallacanestro maschile
La Coppa di Bielorussia di pallacanestro (Кубак Беларусі па баскетболе) è un trofeo nazionale bielorusso organizzato annualmente dal 1993.

## Albo d'oro
- 1993
- 1994
- 1995
- 1996
- 1997
- 1998  Hrodna-93
- 1999
- 2000  Hrodna-93
- 2001  Hrodna-93
- 2002  Hrodna-93
- 2003  Hrodna-93
- 2004  Hrodna-93
- 2005  Hrodna-93
- 2006  Vitalyur Minsk
- 2007  Hrodna-93
- 2008  Vitalyur Minsk
- 2009  Minsk 2006
- 2010  Minsk 2006
- 2011  Minsk 2006
- 2012  Cmoki Minsk
- 2013  Cmoki Minsk
- 2014  Cmoki Minsk
- 2015  Cmoki Minsk
- 2016  Cmoki Minsk
- 2017  Cmoki Minsk
- 2018  Cmoki Minsk
- 2019  Cmoki Minsk
- 2020  Cmoki Minsk
- 2021  Cmoki Minsk
- 2022  Minsk
- 2023 Borisfen

## Vittorie per club
| Squadra        | Vittorie | Anni                                                                         |
| -------------- | -------- | ---------------------------------------------------------------------------- |
| Minsk          | 13       | 2009, 2010, 2011, 2012, 2013, 2014, 2015, 2016, 2017, 2018, 2019, 2020, 2021 |
| Hrodna-93      | 8        | 1998, 2000, 2001, 2002, 2003, 2004, 2005, 2007                               |
| Vitalyur Minsk | 2        | 2006, 2008                                                                   |